# Соколович, Екатерина Константиновна
Соколович Екатерина Константиновна (15 апреля 1924, Волока, Черновицкая область — 20 мая 1998, Милиево, Черновицкая область) — советский новатор производства, Герой Социалистического Труда.

## Биография
Родилась 15 апреля 1924 года в селе Волока, теперь Вижницкого района. Работала звеньевой по выращиванию льна. Была участником Выставки достижений народного хозяйства СССР. Удостоена звания Героя Социалистического Труда. Умерла 20 мая 1998 г.

## Награды
- Медаль «Серп и Молот»(1966).
- Орден Ленина (1966).
- Золотая медаль ВДНХ.